# اسوین سوم
اسون سوم دانمارک (دانمارکی: Svend III Grathe؛ ح. 1125 – 23 october ۱۱۵۷ (۳۱−۳۲ سال)) یک پادشاه دانمارک اهل دانمارک بود.